# Chikuwa

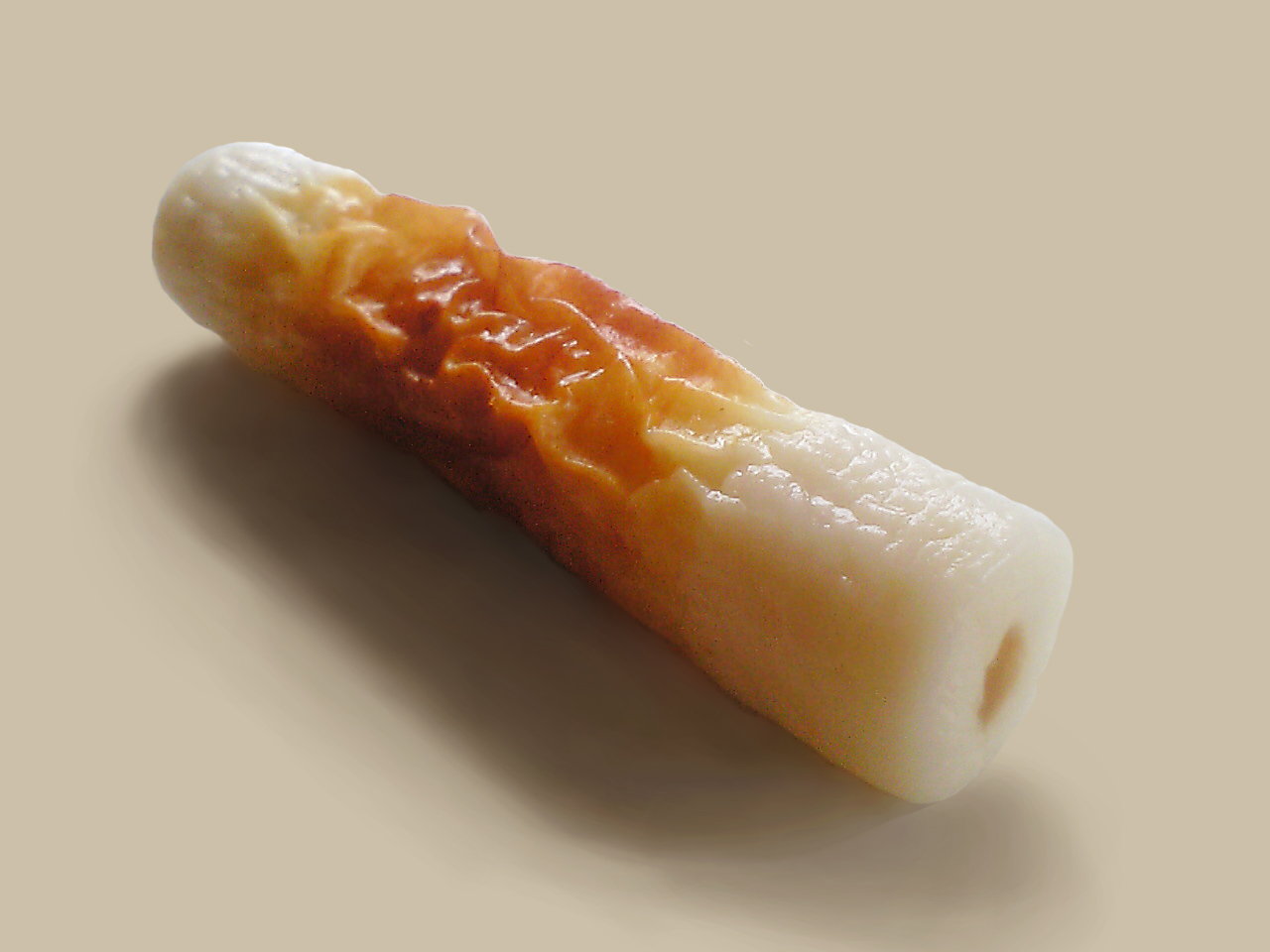
Chikuwa

Chikuwa (竹輪, wörtlich „Bambusring“) ist ein japanisches Nahrungsmittel aus Zutaten wie Fisch, Surimi, Kochsalz, Zucker, Stärke und Eiweiß.
Diese Zutaten werden gut vermischt, um Bambus- oder Metallstäbe gewickelt und daraufhin gedünstet oder gekocht. Nach dem Garen werden die Röhren in Ringe zerschnitten.
Chikuwa wird in ganz Japan gegessen, an manchen Orten sind andere Surimi-Produkte wie Kamaboko und Satsumaage jedoch mehr verbreitet. In der Präfektur Tottori ist der Verbrauch pro Haushalt nach der seit 30 Jahren laufenden Statistik am höchsten.